# Ernstichthys intonsus
Ernstichthys intonsus är en fiskart som beskrevs av Stewart, 1985. Ernstichthys intonsus ingår i släktet Ernstichthys och familjen Aspredinidae. Inga underarter finns listade i Catalogue of Life.